# Buthus orientalis
Espèce
Buthus orientalis est une espèce de scorpions de la famille des Buthidae.

## Distribution
Cette espèce est endémique d'Égypte. Elle se rencontre vers Alexandrie.

## Description
La femelle holotype mesure 61,6 mm et le mâle paratype 67,3 mm.

## Systématique et taxinomie
Cette espèce est décrite à partir de spécimens décrits dans un manuscrit non publié d'Eugène Simon qui ont été réétudiés par Lourenço.

## Publication originale
- Lourenço & Simon, 2012 : « Confirmation of a new species of Buthus Leach, 1815 from Alexandria, Egypt (Scorpiones, Buthidae). » Serket, vol. 13, no 1/2, p. 8-15 (texte intégral).